# Dioxathion
Dioxathion ist eine chemische Verbindung aus der Gruppe der Thiophosphorsäureester. Sie wird als Insektizid und Akarizid verwendet.

## Gewinnung und Darstellung
Dioxathion kann durch Chlorierung von 1,4-Dioxan und anschließender Reaktion mit O,O-Diethyldithiophosphat gewonnen werden.

## Zulassung
Dioxathion war von 1971 bis 1983 in der Bundesrepublik Deutschland zugelassen.
Die Verwendung des Wirkstoffs Dioxathion in Pflanzenschutzmitteln ist in der Europäischen Union nicht erlaubt. In Deutschland, Österreich und der Schweiz sind keine Pflanzenschutzmittel mit diesem Wirkstoff zugelassen.